# 火災保険
火災保険（かさいほけん）は損害保険の一つで、建物や建物内に収容された物品（住宅内の家財用具、工場などの設備や商品の在庫など）の火災や風水害による損害を補填する保険である。名称は「火災保険」であるが、多くの商品には「風災」や「水災」の補償がセットされているため、実際は「災害保険」である。
火災保険には専用住宅物件、併用住宅物件があり、それ以外には一般物件、工場物件、倉庫物件の物件種別がある。併用住宅物件は住居と住居以外の用途に併用される物件であり、店舗や事務所と併用する住宅等がある。
JA共済やこくみん共済 coop などの共済事業団体でも火災共済として同種の商品がある。

## 概要
原則としてあらゆる原因の火災に基づく損害について保険金を支払うが、いくつかの例外がある。
- 戦争その他の変乱によって生じた損害で特約にない場合
- 保険の目的の性格若しくは瑕疵（かし）、その自然の消耗又は保険契約者若しくは被保険者の悪意若しくは重大な過失によって生じた損害

具体的な商品としては、補償対象を火災・落雷・爆発・風ひょう雪災による損害に限定した「住宅火災保険」「普通火災保険」や、前記補償対象以外に外部からの物体の落下や衝突・給排水設備事故による水濡れ・騒擾・盗難・水災による損害も補償対象とした「住宅総合保険」「団地保険（マンション保険とも。水災の補償は無し）」「店舗総合保険」のようなものがあり、企業向けには工場や事務所などの全体を一つの契約でカバーするものもある。また近年ではリスク細分型の火災保険も損害保険各社より販売されている。これは、消費者が不要と判断した補償を外すことができるため、従来型の火災保険に比べて合理的な加入が可能となっている。
専用住宅の場合、保険の目的は建物と家財になる（賃貸住宅の場合、家財のみ）が、このとき家財を目的に付帯する火災保険契約をとくに家財保険と呼ぶ。
なお、地震や津波、噴火などによる大規模災害はカバーされないため、これらの被害へ対応する場合にはこれらを担保するオプションとして地震保険を追加する必要がある。
住宅向けの火災保険には、国が管轄する地震保険、住宅以外の事務所・店舗・工場などには、地震拡張担保特約で別途カバーすることができる。ところが、地震拡張担保については、住宅用と異なって民間で運用されており、海外の再保険市場でのリスクヘッジも困難なため、限られた引き受け可能枠は保険会社の系列に連なる企業や優良な大企業に占められているケースが多く、実際に加入することは困難である。また、約款による除外がない限り、保険者（保険会社）には消防・避難による損害をも填補する責任がある。
保険料に関しては、物件の用途、面積、構造等を基にして算出される。単に住居目的のみに使用される物件に関しては「住宅物件」、全部ないし一部が店舗・事務所等に使用される物件は「一般物件」となり、この他「倉庫物件」「工場物件」がある。構造については、柱（鉄骨、木造、コンクリート等）や外壁（板張、モルタル塗、コンクリート等）等によって等級が決められ、等級によって保険料が変わってくる。

## 種類

### 住宅物件
- 住宅火災保険
- 住宅総合保険
- 特約火災保険
- 団地保険（マンション保険）
- 地震保険

### 一般物件
- 普通火災保険
- 店舗総合保険

## 2×4住宅の火災保険料取りすぎ問題
2×4（ツーバイフォー）住宅は、一般の木造住宅（C構造）よりも耐火性に優れた構造（準耐火構造）となっているため、1999年に損保各社が2×4住宅に対する保険料率を改定。一般的な木造住宅よりも保険料が割安な区分（B構造）となったため、割引を受けることができるようになった。しかし2006年12月10日、損保大手5社（東京海上日動火災保険、日本興亜損害保険、三井住友海上火災保険、損害保険ジャパン、あいおい損害保険）などにて、2×4工法で建築された建物であるにもかかわらず、割引を適用せずに従来の木造住宅と変わらない保険料を取っていたケースがあったことが判明した。
この火災保険料の過徴収問題は、保険業界全体の不祥事である保険金不払い事件が発覚し社会問題となり保険業界に対する社会からの信用が落ち込んでいた最中に発覚した。特に損保業界では自動車保険や第三分野保険などで続々と不当不払いが発覚していた時であったため、契約者に対する損保業界の考え方が、単なる金蔓程度というような保険の存在意義から逸脱したところにあるとの見方が強まり、さらなる信用の失墜を引き起こす結果となった。
2007年3月20日、三井住友海上火災保険が保険料取りすぎ問題に対する調査の中間結果を発表。これによると、8,855件、およそ8億円分が保険料の取りすぎに該当していたとのことであった。
2007年3月30日、先に火災保険料過徴収の調査結果を発表した三井住友海上火災保険以外の大手損保各社から中間調査結果が発表された。内訳は、損害保険ジャパンで4万2,730件、東京海上日動火災保険で2万6,979件、あいおい損害保険で2万2,139件、日本興亜損害保険で5,257件、ニッセイ同和損害保険で2,404件。これにより全社の合計で10万8,364件、金額にしておよそ56億円分が保険料を過徴収されていたことが明らかになった。
2007年8月4日には、損保大手6社が、火災保険の枠中だけでなく全ての個人向け保険商品（自動車保険や医療保険なども含む）の契約分を対象に、保険料取り過ぎ行為の調査を開始していることが判明した。同年3月下旬の中間調査結果発表以降も各損害保険会社は火災保険料の取り過ぎ行為について調査を進めていたが、その調査の過程で火災保険とセットで販売がなされていた地震保険についても保険料取り過ぎ行為が多数確認されたため、調査対象を全契約に拡大したことによる。これにより、この保険料取り過ぎ問題はもはや「2×4住宅にまつわる火災保険での話」だけではなくなったことになる。
2008年5月21日には、損保大手6社において、火災保険（地震保険含む）の保険料過徴収は約62万件・237億円にのぼることが明らかになった。

## 補足
火災以外にも台風被害などの風災や台風などを原因とする土砂崩れなどの水災でも補償されるが、「火災保険」という名称から、知らなかったり忘れていたりする加入者が多く、2018年7月の西日本豪雨の際にも約半数の被災者が知らなかったという調査がある。知らなかった場合、3年間まで遡って請求できる。

## 気候変動と火災保険
アメリカ合衆国では、2010年代から地球温暖化に伴う気候変動（高温化、乾燥化）により火災のリスクが上昇。カリフォルニア州の山火事などは数か月間にもわたり延焼して集落全体を焼失させることもあり、山間地域では住宅保険と火災保険が高騰した。カリフォルニア州では保険会社から契約解除されたケースは2019年に30％超も増えたとされる。